# Roces
Roces è una società italiana dedita principalmente alla progettazione e produzione di vari tipi di pattini.
Produce pattini in linea, pattini da ghiaccio, scarponi, monopattini, skateboard, skimboard, caschi, protezioni e altro come rampe per freestyle, attrezzi da hockey, borse, abbigliamento. Nella gamma dei loro pattini in linea comprende pattini di velocità, pattini aggressive e altri tipi di pattini. Alcuni dei loro modelli più popolari di pattini aggressive sono stati l'Impala, il Khuti, il Graal, e il Majestic 12.
L'azienda è maggior produttore europeo e una delle aziende ai vertici mondiali nella progettazione e produzione di pattini in linea e pattini da ghiaccio.

## Storia
L'azienda è stata fondata nel 1952 da Ottorino e Lina Cavasin e inizialmente produceva scarponi in pelle da montagna.
- Nel 1978 lancia il pattino da ghiaccio in plastica ricreativo
- Nel 1981 sviluppa il primo[2] pattino in linea (modello PRO) e imposta l'inizio del pattinaggio in linea.
- Nel 1991 crea la prima linea di pattini in linea

Roces introduce una serie di innovazioni che la fanno diventare l'azienda leader nel settore
- Nel 1993 viene alla luce il telaio in alluminio solido, progettato per il pattinaggio aggressive.
- Nel 1995 nasce il Majestic 12, il più popolare pattino aggressive al mondo.[senza fonte]
- Nel 1997 inizia a produrre alcuni dei suoi modelli utilizzando una doppia tecnologia di iniezione e introduce il TRI-FIT SYSTEM.
- Nel 2006 l'azienda introduce idea (scarpone da sci). Alla fine dell'anno, questo prodotto è il vincitore di un premio[3] importante del design italiano.
- Nel 2007 i pattini in linea Roces sono selezionati come un esempio di eccellente design italiano da parte di un importante pubblicazione[senza fonte] distribuita a La Biennale di Venezia.